# Okrotice dlouholistá
Okrotice dlouholistá neboli okrotice mečolistá (Cephalanthera longifolia) je vytrvalá bylina, která je jedním ze tří zástupců rodu okrotice (Cephalanthera) v České republice a řadí se k ohroženým druhům (C3). Okrotice dlouholistá má několik vědeckých synonym: Serapis helleborine β longifolia L., Epipactis longifolia Wettst., E. ensifolia F.W. Schmidt, Cephalanthera ensifolia Rich. a C. xiphophyllum Reichenb. Druh kvete od května do června.

## Podřazené taxony
- Cephalanthera longifolia f. longifolia
- Cephalanthera longifolia f. pilosa - má řídce obrvené semeníky
- Cephalanthera longifolia f. longibracteata spodní tři listeny až 7cm dlouhé
- Cephalanthera longifolia f. pumila dorůstá do 20 cm
- Cephalanthera longifolia f. nivea květy až dvakrát menší ve srovnání s Cephalanthera longifolia

## Zeměpisné rozšíření
Rostliny se vyskytují na celém eurasijském kontinentu.

### Výskyt v Evropě
Od Irska a Skandinávie po severní Afriku a Írán na jihu, přes Kavkaz do střední Asie až do pohoří Himálaj. 

### Výskyt v Česku
V rámci ČR se vyskytuje především na Moravě (Bílé Karpaty, v okolí Brna).

## Stanoviště
Tento druh okrotice roste od nížin do hor. Preferuje listnaté (někdy i jehličnaté) lesy nebo křoviny či okraje lesů. Často roste na opukách a vápencích. Je obligátní sciofyt - roste ve stínu, fakultativní alkalofyt - příležitostně preferuje zásadité substráty, druh někdy s oblibou roste například na vápenci. Často roste i v bučinách, na humózních i kamenitých půdách. Podle dostupné literatury lze druh najít i na kyselých stanovištích (vřesovcové bory).

## Popis
Okrotice dlouholistá je vzpřímená statná rostlina, 15- 40cm (i 70cm) vysoká. Oddenek je plazivý, kořeny jsou hnědavé barvy a jsou jenom na konci oddenku. Ve spodní části lodyhy jsou šupiny, výše jsou listy dlouhé až 16 cm kopinatého (spodní listy) až úzce či čárkovitě kopinatého tvaru (horní listy). Listy jsou výrazně zelené se zřetelnou souběžnou žilnatinou, od spodních až po prostřední listy jsou dlouze pochvaté. Listy nezřídka dosahují až nad polovinu květenství. Listy bývají nejčastěji dvouřadě uspořádané, horní listy jsou užší, dolní širší.
Okrotice dlouholistá kvete v době od května do června. Květenství obsahuje 5-12 (uváděno i 27) květů. Barva květů je čistě bílá (uváděno že i bledě žlutá ), s žlutým či žlutě skvrnitým epichilem (imitace pylu). Pyl z brylek působením lepivé látky ulpívá na zádech hmyzu. Květy zůstávají pootevřené. Plodem jsou zelené tobolky s velkým množstvím semen.

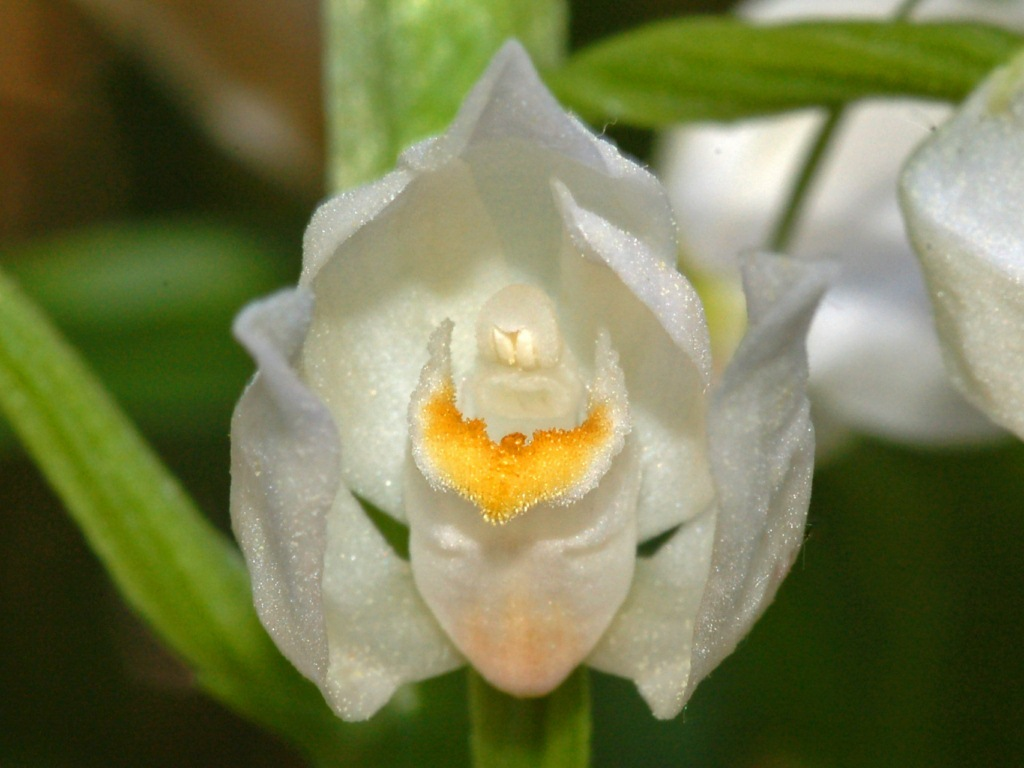
Detail květů

## Možnost záměny
Slabé nebo poškozené, špatně rostlé rostliny, především v suchém prostředí, je možné zaměnit za rostliny okrotice bílé. Od okrotice bílé (Cephalanthera damasonium) se liší listy několikrát delšími než širokými. U okrotice dlouholisté se vyvíjí 7-10 listů a jsou alespoň 5x delší než široké, zatímco u okrotice bílé je jich jen 3-6 a jsou asi jen 3-4x delší než široké. Dále se liší velmi krátkými nebo nezřetelnými listeny (u okrotice dlouholisté ) v horní části květenství. U druhu okrotice bílá naopak květy vyrůstají zpod úžlabí zřetelných zelených listenů. Rozlišovacím znakem jinak může být celkový vzhled - okrotice dlouholistá je výrazná statná pravidelně rostlá rostlina s výrazným olistěním, s dlouhými listy, okrotice bílá bývá spíše slabšího růstu s méně pravidelným a spíše slabým olistěním kulatými krátkými listy, lze najít i zcela mykotrofní rostliny bez chlorofylu. Květ okrotice bílé je obvykle nažloutlý, květ okrotice dlouholisté obvykle zářivě bílý. Květy okrotice dlouholisté jsou obvykle v době květu pootevřené. Květy okrotice bílé jsou často v době květu uzavřené a jen zřídka pootevřené, semeno se vyvíjí bez opylení v uzavřeném květu. Téměř ze všech květů se u druhu okrotice bílá vyvinou plody se semeny. Jako znak je uváděn i růst, kdy okrotice dlouholistá má u všech dobře rostlých nepoškozených jedinců rovnou vzpřímenou lodyhu a květenství ale okrotice bílá má vřeteno obvykle zprohýbané.
V areálu rozšíření okrotice dlouholisté a okrotice bílé lze najít slabší rostliny, které nelze zcela bez váhání zařadit k jednomu nebo druhému druhu, přesto jak je uváděno, mezidruhoví kříženci v rámci rodu nebyli v ČR nalezeni.